# Johan Funck (1630–1679)
Johan Funck, född 17 december 1630 i Stockholm, död 12 januari 1679 vid Avesta, var en svensk mineralog och bergmästare. 
Funck studerade vid Uppsala universitet 1645–1652 och företog under sju år resor i utlandet för att förbättra sina kunskaper i kemi och bergsvetenskap, därav flera år vid Leidens universitet och Universitetet i Franeker. År 1664 utnämndes han till bergmästare i Uppland och Gästrikland samt var därefter bergmästare vid Salbergets silververk och direktör vid Avesta bruk. Han adlades 1672 och utnämndes 1673 till assessor i Bergskollegium.
Funck var genom arv en av de mest förmögna personerna av borgerlig börd i Sverige på sin tid. Han ägde bland annat flera bruk och därjämte fastigheter i Stockholm vid den gata som ännu heter Funckens gränd efter hans far Thomas.
Han var son till Thomas Funck. Han var gift med Elisabet Funck (1642-1719), dotter till handelsborgmästare Hans Hansson och hans hustru Brita Larsdotter, och som änka var Elisabet arrendator och ägare till bland annat Garpenbergs bruk och Avesta bruk. Johan och Elisabet Funck var föräldrar till Gustaf och Thomas Funck och vidare svärföräldrar till Carl Gustaf Rehnskiöld.